# Oskar Davičo
Oskar Davičo (v srbské cyrilici Оскар Давичо, 18. ledna 1909 Šabac – 30. září 1989 Bělehrad) byl nejmladší z generace srbských surrealistů, básník a prozaik.

## Život
Byl židovského původu, studoval na školách nejdříve v rodném Šabacu, poté v Bělehradě a nejvyššího vzdělání dosáhl na pařížské Sorbonně. Tam vystudoval literaturu a francouzský jazyk. Poté pracoval v profesi středoškolského učitele v Šibeniku, Bělehradě a Bihaći. Jako člen komunistické strany Jugoslávie se aktivně účastní nesnadného meziválečného politického života. Stal se sekretářem stranické organizace v Bihaći. Vzhledem k tomu, že tehdejší královská Jugoslávie byla nepříliš přátelská ke komunistickým aktivitám byl v roce 1932 zatčen za komunistickou propaganda a soudem na ochranu státu odsouzen k trestu odnětí svobody ve výši pěti let. Ten si odseděl ve vězení ve Sremské Mitrovici. V posledních letech před vypuknutím války žil střídavě v Záhřebu a střídavě v Bělehradě. Roku 1940 byl vyloučen z KSJ za to, že v časopisu Pečat uveřejnil některá díla spisovatele Miroslava Krleži, který upadl mezi komunisty v nemilost.
Po vypuknutí 2. světové války v roce 1941 se přestěhoval do Splitu, kde podnikal ilegální aktivity. Byl však dopaden a internován na ostrově Korčula, později byl převezen do italského vězení v Lombardii. Odsud se v roce 1943 vrátil (utekl) do vlasti, kde se připojil k první proletářské divizi, v jejíž řadách zůstal až do osvobození a konce války. Roku 1945 začíná pracovat jako novinář v tiskové agentuře TANJUG, později působí i v novinách Borba a Glas. Davičo se stal zpravodajem v záležitosti aktivit Markosových vzbouřenců v Řecku (napsal dokonce i knihu – cestopis Među Markosovim partizanima (Mezi Markosovými partyzány) – která se věnuje celé této době). Po skončení těchto událostí opustil zaměstnání novináře a věnoval se hlavně literatuře. Přispíval však do časopisů Nová Mysl (Nova Misao), později také i Delo. V 80. letech založil v Sarajevu časopis Dalje. Zemřel v Bělehradu roku 1989.

## Dílo
Jeho dílo tvoří jak básně, tak i prozaická díla, například sociálního zaměření. První svojí báseň napsal už při studiu na gymnáziu v roce 1925. Následovala další, surrealisticky laděná díla, poetické Tragovi (1928) a Četiri strane sveta i tako dalje (1930), a prozaická báseň Anatomija (1930). Následující období ovlivnila pak spíše sociálně laděná témata, projevující se od humorných pasáží a erotických témat až k oslavování revoluce a jejího významu (například Višni za zidom – Višně za zdí, Zrenjanin na přelomu 40. a 50. let). Po skončení války se začal Davičo věnovat hlavně prozaickým dílům, tedy románům a povídkám. Ty se věnují mnohým historickým událostem, od pronásledování komunistů během meziválečného období (Ćutnje, 1963, Gladi, 1963; Tajne, 1964, a Bekstva, 1966) až k národněosvobozeneckému boji za druhé světové války (Pesma, 1952; Gospodar zaborava, 1981). Komunistické vize o stvoření nového člověka a obnově válkou zničené Jugoslávie shrnul v dílech (Beton i svici, 1956, či Radni naslov beskraja, 1958). Za svoje díla získal celkem třikrát prestižní jugoslávské literární ocenění časopisu NIN a Řád mládežníka socialistické práce (Orden junaka socijalističkog rada).